# Lady Jorgia
M/Y Lady Jorgia, tidigare Ahpo, är en megayacht tillverkad av Lürssen i Rendsburg i Tyskland. Hon sjösattes i juni 2020 och levererades året därpå till sin dåvarande ägare Michael Lee-Chin, en jamaicansk-kanadensisk affärsman. Den hade då namnet Ahpo och kostade 300 miljoner amerikanska dollar. År 2023 meddelades det att Lee-Chin hade sålt megayachten till den kanadensiske entreprenören och tidigare ishockeymålvakten Patrick Dovigi för 362 miljoner dollar. Megayachten fick då sitt nuvarande namn.
Megayachten designades både exteriört och interiört av Nuvolari Lenard. Lady Jorgia är 115,09 meter lång och har en kapacitet på 16 passagerare fördelat på åtta hytter. Den har också en besättning på 36 besättningsmän.